# Анисович, Геннадий Анатольевич
Геннадий Анатольевич Анисович (бел. Генадзь Анатольевіч Анісавіч; 1932—2003) — советский и белорусский учёный в области материаловедения, доктор технических наук (1970), профессор (1981), академик АН Белорусской ССР (1984; член-корреспондент с 1972). Академик-секретарь Отделения физико-технических проблем машиностроения и энергетики Национальной академии наук Беларуси (1992—2003). Заслуженный деятель науки и техники Белорусской ССР (1978). Лауреат Государственной премии Белорусской ССР (1990).

## Биография
Родился 25 августа 1932 года в Минске в семье работников железной дороги.
С 1950 по 1955 год обучался на металлургическом факультете Белорусского государственного политехнического института, с 1958 по 1961 год обучался в аспирантуре Института энергетики АН Белорусской ССР.
С 1960 года на научно-исследовательской работе в Физико-техническом институте АН Белорусской ССР в качестве младшего научного сотрудника, старшего инженера и старшего научного сотрудника. С 1970 года один из организаторов и первый заведующий Могилёвского отделения ФТИ АН БССР одновременно являясь заместителем директора этого научного института.
С 1992 по 1997 год — директор Могилёвского института технологии металлов Национальной академии наук Беларуси, с 1997 по 2003 год — почётный директор этого института. Одновременно с 1992 года являлся — академиком-секретарём Отделения физико-технических проблем машиностроения и энергетики Национальной академии наук Беларуси, в 2003 году становится главным специалистом Отделения физико-технических проблем машиностроения и энергетики.

### Научно-педагогическая деятельность и вклад в науку
Основная научно-педагогическая деятельность Г. А. Анисовичем была связана с вопросами в области металловедения, занимался исследованиями в области теплофизических процессов в литейном промышленном производстве. Под его руководством были изучены особенности механизма формирования свойств и структуры литых изделий в условиях регулируемого теплоотвода и направленного затвердевания в различных формах, им были установлены закономерности в области теплофизических процессов затвердевания сплавов и металлов в металлических и песчаных литейных форм и определены основные взаимосвязи между технологическими параметрами применительно к процессам литья, им разрабатывались вопросы в области теории затвердевания отливок при специальных способах литья, он являлся разработчиком прогрессивных технологических процессов получения заготовок и отливок из цветных и чёрных металлов при литье намораживанием, литье в кокиль с регулируемыми тепловыми параметрами, при горизонтальном непрерывном литье и литье в валковом кристаллизаторе.
Г. А. Анисович являлся — членом Комиссии по премиям и Комитета по присуждению Государственных премий Национальной академии наук Беларуси, председателем Совета АН Беларуси по присуждению учёных степеней в области металлургии и металловедения. Г. А. Анисович являлся — главным редактором научного журнала «Извести НАН Беларуси» и членом редакционной коллегии научного журнала «Доклады НАН Беларуси».
В 1961 году защитил кандидатскую диссертацию по теме: «Управление процессом охлаждения сложной фасонной отливки», в 1970 году защитил докторскую диссертацию на соискание учёной степени доктор технических наук по теме: «Тепловые основы технологии литья машиностроительных деталей в песчаные и комбинированные формы». В 1981 году ВАК СССР ему было присвоено учёное звание профессор. В 1972 году он был избран член-корреспондентом, а в 1984 году — действительным членом АН Белорусской ССР. Г. А. Анисовичем было написано более двухсот научных работ в том числе шести монографий и ста пятидесяти пяти свидетельств на изобретения. Под его руководством было подготовлено тридцати кандидатов и шесть докторов наук.

## Основные труды
- Управление процессом охлаждения сложной фасонной отливки. — Минск, 1961. — 128 с.
- Тепловые основы технологии литья машиностроительных деталей в песчаные и комбинированные формы. — Минск, 1968. — 360 с.
- Охлаждение отливки в комбинированной форме / Г. А. Анисович, Н. П. Жмакин. — Москва : Машиностроение, 1969. — 136 с.
- Затвердевание отливок / Г. А. Анисович. — Минск : Наука и техника, 1979. — 232 с.
- Непрерывное литье чугунных канализационных труб / Г. А. Анисович, В. Ф. Бевза, И. И. Дреишев и др. ; науч. ред. Я. И. Оберман. — Москва : ВНИИЭСМ, 1979. — 53 с.
- Непрерывное литье намораживанием / В. Ф. Бевза, Е. И. Марукович, З. Д. Павленко, В. И. Тутов; под ред. Г. А. Анисовича. — Минск : Наука и техника, 1979. — 208 с.
- Износостойкие отливки / М. И. Карпенко, Е. И. Марукович; под ред. Г. А. Анисовича. — Минск : Наука и техника, 1984. — 216 с.
- Прикладные задачи металлургической теплофизики / В. И. Тимошпольский, Н. М. Беляев, А. А. Рядно и др. ; науч. ред. Г. А. Анисович. — Минск : Навука і тэхніка, 1991. — 319 с. ISBN 5-343-00826-7[4]

## Награды, звания и премии
- Орден Трудового Красного Знамени (1981)
- Орден «Знак Почёта»
- Медаль «За трудовое отличие»
- Заслуженный деятель науки и техники Белорусской ССР (1978)
- Государственная премия Белорусской ССР (1990 — «за исследование, разработку и внедрение эффективных ресурсо- и металлосберегающих экологически безвредных технологических процессов получения высококачественных отливок в условиях централизованного производства»)
- Почётная грамота Президиума Верховного Совета Белорусской ССР[1][2][3]